# کارل ارنست فون بائر
کارل ارنست ریتر فون بائر ادلر فون هوتورن (Karl Ernst Ritter von Baer Edler von Huthorn)‏ (۲۸ فوریه [بر اساس تاریخ سبک قدیم: ۱۷ فوریه] ۱۷۹۲–۲۸ نوامبر [بر اساس تاریخ سبک قدیم: ۱۶ نوامبر] ۱۸۷۶)، دانشمندی اهل بالتیک آلمان و کاوشگر بود. بائر در روسیه با عنوان «کارل ماکسیمویچ بر» شناخته می‌شود. او بنیانگذار و پدر علم جنین‌شناسی است. منبع
بائر طبیعت‌گرا، زیست‌شناس، زمین‌شناس، هواشناس، جغرافی‌دان و بنیانگذار رویان‌شناسی بود. او کاوشگر روسیهٔ اروپایی و اسکاندیناوی بود. او عضوی از آکادمی علوم روسیه، مؤسس مشترک جامعه جفرافیایی روسیه و اولین رئیس جامعه حشره‌شناسی روسی و دانشمند برجسته آلمانی اهل بالتیک بود.

## حیات
کارل ارنست فون بائر در خانواده سرشناس بالتیک آلمانی به نام بائر در پیپ منور بدنیا آمد. خانواده او خاستگاه وستفالیایی داشت. اوان کودکی خود را در لاسیلا مانور، استونی سپری نمود. او در مدرسه شوالیه و کلیسای جامع در روال و دانشگاه سلطنتی دورپال تحصیل کرد. هیچ‌کدام از این مراکز آموزشی، از کیفیت لازمهٔ آموزشی برخوردار نبودند. در ۱۸۱۲ طی دوران تحصیلی‌اش در این دانشگاه، به ریگا فرستاده شد تا پس از محاصره شهر توسط ارتش‌های ناپلئون، به کمک شهر بشتابد. در تلاشی که جهت کمک به مریضان و زخمیان انجام نمود، متوجه شد که تحصیلات او در دورپات ناکافی بوده و پس از فارغ‌التحصیلی، پدرش را در مورد نیاز به سفار به آن سوی آب و «اتمام» تحصیلاتش آگاه نمود. در خودزندگی‌نامه‌اش، ابراز نمود که ناخشنودی‌اش نسبت به آموزش در دورپات، الهامبخش او در نوشتن یک ارزیابی طولانی آموزشی در حالت کلی بود، خلاصه‌ای که بر کل محتوای کتاب غلبه کرد. پس از خروج تارتو، تحصیلاتش را در برلین، وین و وورزبورگ ادامه داد، جایی که ایگناز دولینگرحوزه رویان‌شناسی را به او معرفی نمود.
در ۱۸۱۷، او مبدل به پروفسور دانشگاه کونیگسبرگ (کالینگراد) و استاد تمام جانورشناسی در ۱۸۲۱ و کالبدشناسی در ۱۸۲۶ شد. در ۱۸۲۹، در سنت پترزبورگ تدریس نمود، اما به کونیگسبرگ بازگشت. در ۱۸۳۴ میلادی، بائر به سنت پترزبورگ بازگشت و به آکادمی علوم سنت پترزبورگ پیوست. در آنجا ابتدا در جانورشناسی (۴۶–۱۸۳۴) و سپس در کالبدشناسی اقتباسی و فیزیولوژی (۶۲–۱۸۴۶) تدریس نمود. علاقه‌مندی‌های او هنگامی که در آنجا حضور داشت در این موارد بود: کالبدشناسی، آبزی‌شناسی، قوم‌نگاری، انسان‌شناسی و جغرافیا. درحالی که رویان‌شناسی توجه او را همچنان در کونیگسبرگ به خود جلب می‌کرد، در روسیه فون بائر در تحقیقات میدانی وسیعی درگیر شده بود که شامل کاوش در جزیره نوایا زملیا نیز می‌شد. آخرین سال‌های زندگی‌اش (۷۶–۱۸۶۷) را در دورپات سپری نمود، در آنجا بود که مبدل به منتقد عمدهٔ چارلز داروین گشت.